# Мюррей Боуэн
Мюррей Боуэн (англ. Murray Bowen, /ˈboʊən/; 31 января 1913 года в Уэверли, штат Теннесси — 9 октября 1990) — американский психиатр и психолог, профессор психиатрии в университете Джорджтауна. Боуэн был среди пионеров семейной психотерапии и основателей системной терапии. Начиная с 1950-х годов, он разработал теорию систем в семье.

## Биография
Мюррей Боуэн (Lucius Murray Bowen) родился в 1913 г., старшим из пяти детей, и вырос в небольшом городке Уэверли, штат Теннесси, где его отец был мэром в течение некоторого времени.
Боуэн стал бакалавром в 1934 году в университете Теннесси в Ноксвилле. Степень доктора медицины получил в 1937 году в медицинской школе Университета штата Теннесси в Мемфисе. После этого он проходил стажировку в больницах Нью-Йорка с 1938 по 1941 год. С 1941 по 1946 годы, прошёл военную подготовку и пять лет служил в армии в США и Европе.
В период работы с солдатами во время войны его интерес сместился от хирургии к психиатрии. После военной службы он был принят в общество хирургов в клинике Майо, но уже в 1946 году начал заниматься психиатрией и психоанализом в городе Топека, штат Канзас. Психиатрическая практика продолжалась до 1954 года.
С 1954 по 1959 год Боуэн работал в Национальном институте психического здоровья в городе Бетесда штата Мэриленд, где продолжал разрабатывать теорию, которая была названа его именем: Теория Боуэна. К тому времени семейная терапия была лишь побочным продуктом его теории. Боуэн провёл свои первоначальные исследования на родителях, которые жили с взрослым ребёнком-шизофреником. На основе этого и последующих исследований Боуэн формулировался тезисы новой теории (системной семейной терапии). Он утверждал, что ничего из этого ранее не было описано в психологической литературе.
С 1959 по 1990 год он работал в Медицинском центре Джорджтаунского университета в Вашингтоне, в качестве клинического профессора на кафедре психиатрии, и позже в качестве директора программ по укреплению семьи и основателя Семейного центра. Половину своего времени он продолжал уделять исследованиям и преподаванию. Его исследования были направлены на взаимодействие людей, а не на устранение симптомов. Боуэн также фокусировал внимание на продромальных состояниях, которые предшествуют медицинским диагнозам. Каждое понятие {чего?} было им расширено, и вплетено в описание физических, эмоциональных и социальных расстройств. Боуэн критиковал склонность психиатрии диагностировать и лечить психические заболевания, он считал такую склонность ограниченным и тупиковым подходом. Его новая работа выходит за рамки других теорий семейных систем и резко противоречит теории Фрейда.
Кроме исследований и обучения в Вашингтоне, Боуэн преподавал и консультировал в других учреждениях. Он был приглашённым профессором в различных медицинских школах, например в университете Мэриленда с 1956 по 1963 год и в медицинском колледже Вирджинии в Ричмонде с 1964 по 1978 год.
Он участвовал в Американской психиатрической ассоциации и Американской ортопсихиатрической ассоциации, а также был членом Группы по развитию психиатрии и состоял в Американском совете психиатрии и неврологии в 1961 году.
Боуэн был первым президентом Американской ассоциации семейной терапии с 1978 по 1982 год.
Умер от рака лёгких в 1990 году.
В ноябре 2002 года архивы Боуэна были направлены в Американскую национальную библиотеку медицины. Теперь там хранится коллекция из 125 томов.

## Публикации
Боуэн написал около полусотни статей, книжных глав и монографий, основанных на его кардинально новой теории человеческого поведения на основе взаимоотношений. некоторые важные публикации:
- 1966, The Use of Family Theory in Clinical Practice.
- 1974, Toward the Differentiation of Self in One’s Family of Origin.
- 1978, Family Therapy in Clinical Practice, Northvale, NJ: Jason Aronson Inc., 1978.
- 1988, ''Family Evaluation: An Approach Based on Bowen Theory, co-written with Kerr, M.E. at The Family Center at Georgetown University Hospital, " New York: Norton & Co., 1988.